# NGC 7383
NGC 7383 (другие обозначения — PGC 69809, MCG 2-58-14, ZWG 430.12, NPM1G +11.0551) — линзообразная галактика (SB0) в созвездии Пегас.
Этот объект входит в число перечисленных в оригинальной редакции «Нового общего каталога».